# 新奥尔良号两栖舰

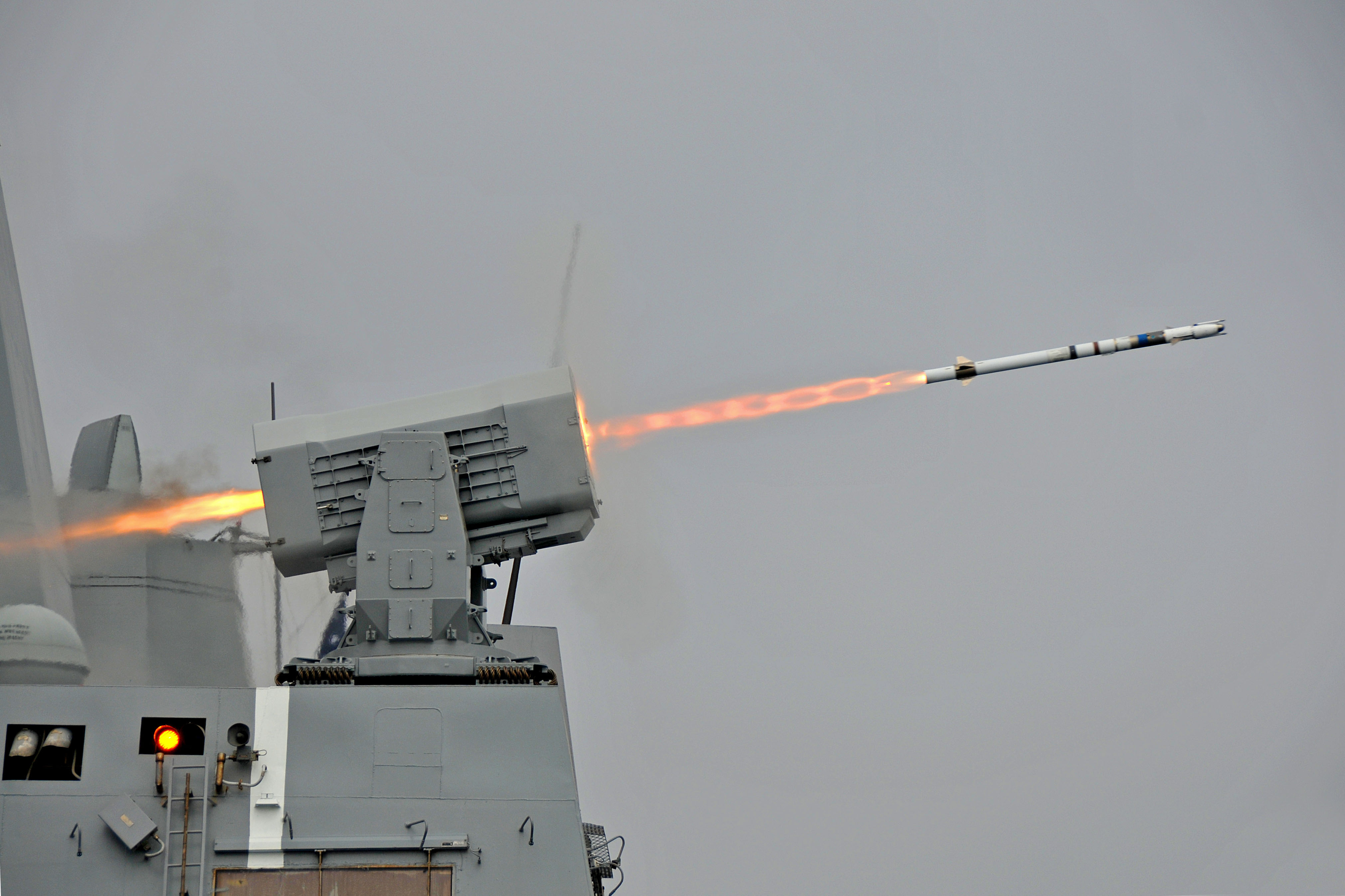
聖安東尼奧級兩棲船塢運輸艦发射公羊飛彈

新奥尔良号（LPD-18）是美国海军第二艘圣安东尼奥级两栖舰，也是美国海军史上第四条以路易斯安那州新奥尔良市命名的军舰。它设计上能一次投送700名海军陆战队队员。